# Arnicourt
Arnicourt este o comună franceză situată în departamentul Ardennes, în regiunea Grand Est.

## Geografie

### Comune limitrofe
| Inaumont | Sery   |        |
| Écly     |        | Sorbon |
| Barby    | Sorbon | Sorbon |

### Hidrografie
Comuna se află în regiunea hidrografică „Seine, de la confluența cu Oise (inclusiv) până la vărsare”, în cadrul bazinului Seine-Normandie. Este drenată de râurile Vaux, Plumion, un braț al râului Plumion, precum și de canalele Fossé des Saurons, Fossé du Bois Grand-Mère și Fossé des Fosses.
Râul Vaux, cu o lungime de 38 km, își are izvorul în comuna Signy-l'Abbaye, la o altitudine de 236 m, și se varsă în râul Aisne la Taizy, la o altitudine de 68 m, după ce traversează 13 comune.
Râul Plumion, cu o lungime de 24 km, își are izvorul în comuna Signy-l'Abbaye și se varsă în râul Vaux pe teritoriul comunei, după ce traversează nouă comune.

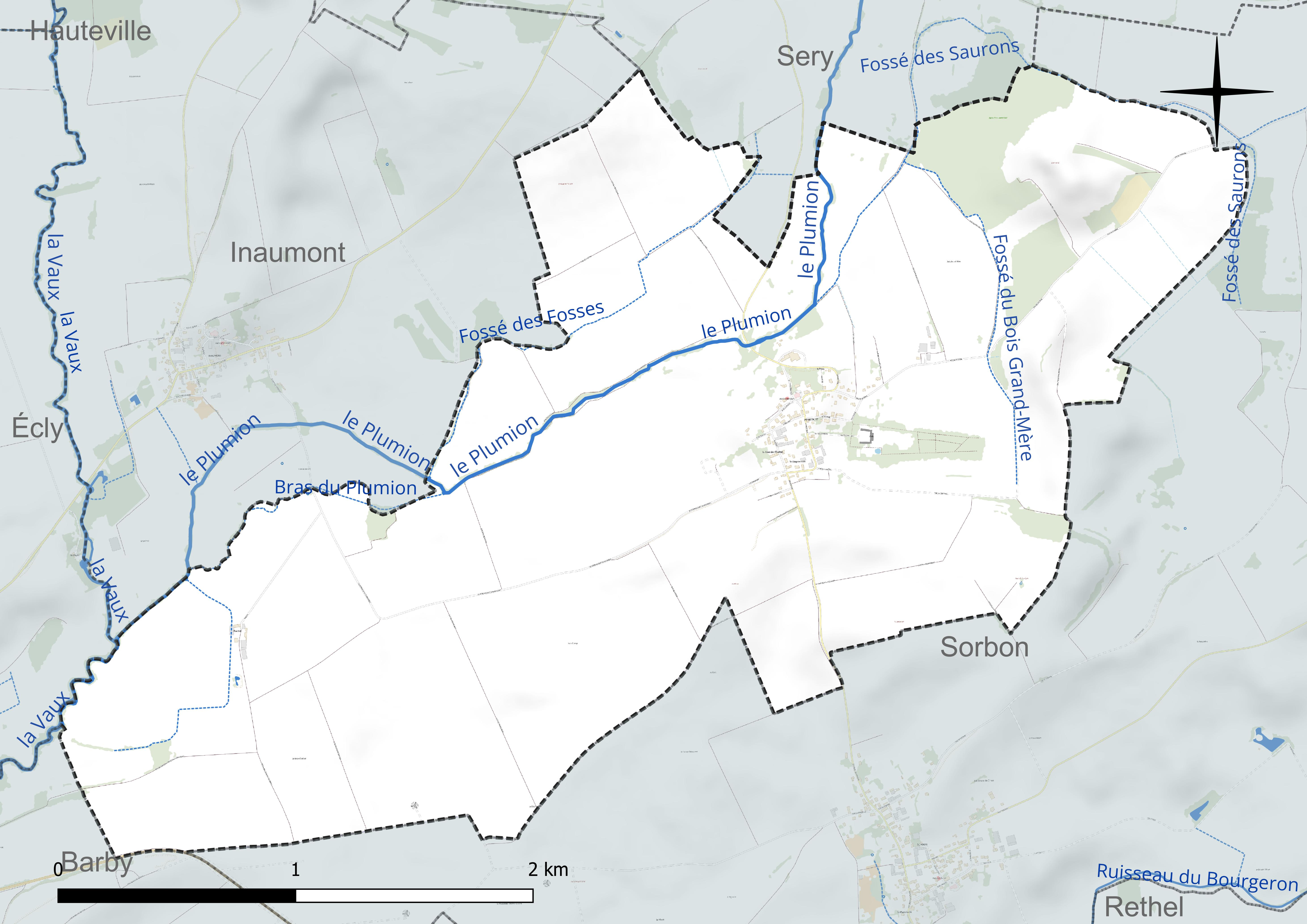
Rețeaua hidrografică a comunei Flize.

### Climă
În 2010, clima comunei era de tipul climatului de tranziție montană, conform unui studiu realizat de Centrului Național de Cercetare Științifică (CNRS), bazat pe o serie de date acoperind perioada 1971-2000. În 2020, Météo-France a publicat o tipologie a climatului din Franța metropolitană, conform căreia comuna este expusă unui climat oceanic alterat și se află în regiunea climatică de nord-est a bazinului parizian, caracterizată printr-o insolație redusă, precipitații moderate repartizate regulat pe tot parcursul anului și o iarnă rece (3 °C).
Pentru perioada 1971-2000, temperatura anuală medie este de 10 °C, cu o amplitudine termică anuală de 15,6 °C. Cumulul anual mediu de precipitații este de 785 mm, cu 12,1 zile de precipitații în ianuarie și 8,8 zile în iulie. Pentru perioada 1991-2020, temperatura medie anuală observată la stația meteorologică Météo-France cea mai apropiată, situată în comuna Banogne-Recouvrance la 16 km distanță, este de 11,1 °C, iar cumulul anual mediu de precipitații este de 773,4 mm.
Parametrii climatici ai comunei au fost estimați pentru mijlocul secolului (2041-2070) conform diferitelor scenarii de emisie de gaze cu efect de seră, bazate pe noile proiecții climatice de referință DRIAS-2020. Aceștia pot fi consultați pe un site dedicat publicat de Météo-France în noiembrie 2022.

## Urbanism

### Tipologie
La 1 ianuarie 2024, Arnicourt este clasificată drept comună rurală cu habitat dispersat, conform noii grile comunale de densitate cu 7 niveluri definită de INSEE (Institutul Național de Statistică și Studii Economice) în 2022. Se află în afara oricărei unități urbane. În plus, comuna face parte din zona metropolitană a orașului Reims, fiind o comună din coroana acesteia. Această zonă, care cuprinde 294 de comune, este încadrată în categoria zonelor cu o populație cuprinsă între 200.000 și mai puțin de 700.000 de locuitori.

### Ocuparea terenurilor
Ocuparea terenurilor din comună, așa cum reiese din baza de date europeană privind ocuparea biofizică a solurilor Corine Land Cover (CLC), este marcată de importanța teritoriilor agricole (94,3 % în 2018), o proporție identică cu cea din 1990 (94,3 %). Distribuția detaliată în 2018 este următoarea: terenuri arabile (82,3 %), pajiști (10,2 %), zone urbanizate (3 %), păduri (2,6 %), zone agricole eterogene (1,8 %). Evoluția ocupării terenurilor în comună și a infrastructurilor sale poate fi observată pe diferitele reprezentări cartografice ale teritoriului: harta Cassini (secolul XVIII), harta de stat-major (1820-1866) și hărțile sau fotografiile aeriene ale IGN pentru perioada actuală (1950 până în prezent).

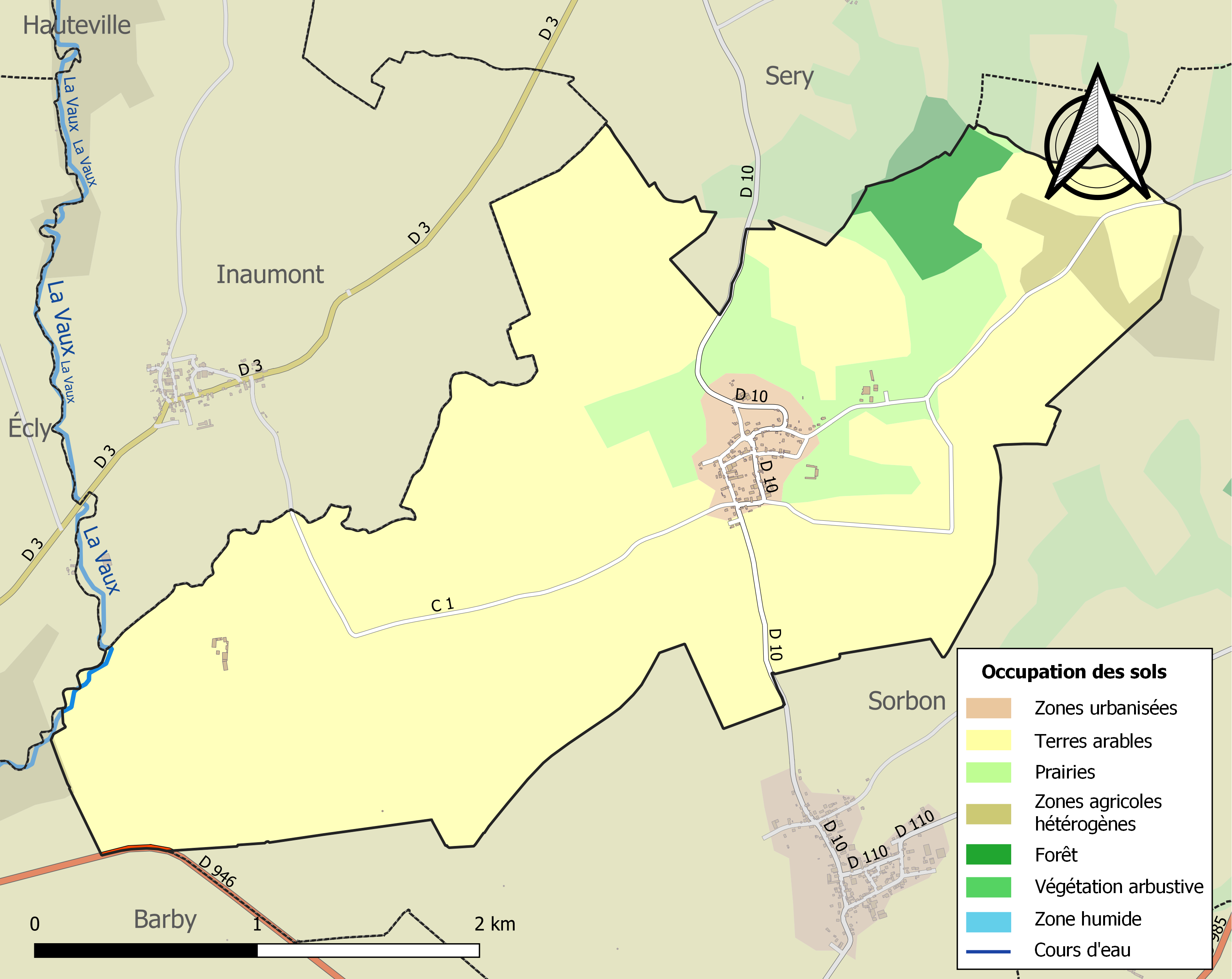
Harta infrastructurii și utilizării terenului a comunei în 2018 (CLC).

## Populația și societatea

### Date demografice
Evoluția numărului de locuitori este cunoscută prin recensămintele populației efectuate în comună începând din 1793. Pentru comunele cu mai puțin de 10 000 de locuitori, un recensământ al întregii populații este realizat la fiecare cinci ani, populațiile legale pentru anii intermediari fiind estimate prin interpolare sau extrapolare.
În 2022, comuna număra 150 locuitori, în scădere cu -5,06 % față de 2016 (Ardennes: -2,97 %, Franța fără Mayotte: +2,11 %).
| An        | 1793 | 1821 | 1841 | 1851 | 1876 | 1886 | 1901 | 1921 | 1936 | 1962 | 1982 | 2006 | 2014 | 2022 |
| --------- | ---- | ---- | ---- | ---- | ---- | ---- | ---- | ---- | ---- | ---- | ---- | ---- | ---- | ---- |
| Populație | 365  | 390  | 423  | 422  | 354  | 335  | 279  | 159  | 156  | 119  | 107  | 154  | 161  | 150  |

## Locuri și monumente
- Biserica Saint-Médard.
- Castelul Arnicourt, înscris ca monument istoric în 2001[29].

## Personalități
- Gérard Darrieu (1925-2004): actor francez, născut la Arnicourt.